# Giacomo Orefice
Giacomo Orefice (Vicenza, 27 d'agost de 1865 - Milà, 22 de desembre de 1922) fou un compositor i pianista italià.

## Biografia
Nascut a Vicenza en una família jueva, va estudiar a Bolonya amb Busi i Mancinelli; des de 1909 va ser professor al Conservatori Giuseppe Verdi de Milà.
Va ser autor de nou obres teatrals, entre les quals destaquen L'oasi (1885), Chopin (1901), Cecilia (1902); També va compondre música simfònica i de cambra, lletres i música per a piano. Va transcriure L'Orfeo (1607/1902) de Claudio Monteverdi. També va ser crític musical i organitzador. Va tenir, entre els seus alumnes, Lodovico Rocca i Nino Rota
A Vicenza l'any 1945 un carrer del centre històric va rebre el seu nom.

## Composicions

### Obres líriques
- L'oasi (1885)
- Mariska (1889)
- Consuelo (1895)[3]
- l gladiatore (1898)
- Chopin (1901; lib. Angiolo Orvieto )[4]
- Cecília (1902)
- Mosè (1905; lib. Angiolo Orvieto )
- Pane altrui (1907 al Teatre La Fenice de Venècia dirigit per Tullio Serafin )
- Radda (1912)[5]
- l castello del sogno (no representada)

### Ballets
- La Soubrette (1907)

### Música simfònica
- Simfonia en re menor
- Sinfonia del bosco
- Anacreontiche (4 moviments: A Artemisa, A Fauno, A Eros, A Dionisio)

### Concerts
- Concert per a violoncel

### Música de cambra
- Riflessi ed ombre (quintet)
- Trio
- dues sonates per a violí
- una Sonata per a violoncel

### Música per a piano
- Preludi del mare
- Quadri di Böcklin
- Crespuscoli
- Miraggi